# 김시민대교
김시민대교(金時敏大橋)는 경상남도 진주시 상대동과 충무공동을 잇는 다리이다. 길이는 488.5m이며 2009년 1월에 착공해 2013년 7월 13일에 준공하여 준공식까지 가졌으나 배수구와 진입로 설계 잘못 등으로 인한 안전 문제가 불거져 개통하지 못했다가 2015년 1월 1일이 되어서야 개통했다. 다리 이름은 임진왜란 당시 삼대첩 중 하나인 진주대첩을 승리로 이끈 김시민 장군의 이름에서 따왔다. 진주시를 가로지르는 남강에 건설된 10번째 다리이다. 두산건설에서 시공하였다.

## 특징
이 다리는 2015년 현재 대한민국에서 최대 규모의 비대칭 사장교이며, 주탑 높이가 120m이고 '기운 공법'을 이용해 건설되어 피사의 사탑처럼 5도 정도 기울어져 있다. 또한 웅장하고 당당한 진주성을 이미지화시켜 주탑의 상부 양쪽에는 임진왜란 중 순국한 논개를 상징하는 쌍가락지와 혁신도시 진주를 상징하는 문양이 새겨졌다. 계절이 바뀌면 다리의 경관 조명 색채가 변하며, 측면에는 전기를 자체 공급할 수 있는 태양광 발전시스템을 설치했다.

## 연혁
- 2009년 1월 : 착공
- 2013년 4월 9일 : 다리 이름을 김시민대교로 명명[2]
- 2013년 7월 13일 : 다리 준공식[3]
- 2015년 1월 1일 : 보강공사 완료로 개통[4]

## 설계 오류 논란
김시민대교는 2013년 7월 13일에 준공하였지만 바로 개통되지 못했다. 이는 김시민대교가 개통되기 직전 두가지 설계 오류가 발견되었기 때문이다.
- 진입로 논란 : 김시민대교의 상평동 방면 진출로와 기존 교량인 남강교의 진입로 간 거리가 불과 50m 밖에 되지 않아 논란이 되었다. 이렇게 진입로가 짧을 경우 김시민대교를 이용해 하대동 방면으로 갈 경우 접속도로를 빠져나와 교차로에서 좌회전해야 하나, 이 거리가 짧아 사고가 발생할 가능성이 높은 것으로 지적이 되었다. 또한 김시민대교를 이용해 초전동 방면으로 갈 때에는 기존 강변도로 운행 차량과 충돌할 가능성도 높은 것으로 확인되었다.[5]
- 배수구 위치 논란 : 진주시에서 준공식 이후 개통하기 위한 조사과정 중 배수구 위치가 남강 또는 우수관로로 설치된게 아니라 연결도로 쪽으로 설치되어 있어 문제가 있다는 것을 발견하였다. 이렇게 설치되어 있을 경우 향후 강수량이 많을 때 인근 도로를 침수시킬 위험이 높았다.[6]

이 때문에 김시민대교의 배수구 위치를 수정하는 보완공사가 이루어졌으며, 교차로 문제에 대응해 신호등을 설치했다. 하지만 교차로에 병목현상이 해결되기 위한 근본적인 대책은 되지 못한다는 지적이 나오고 있다.